# Douglas Lenat

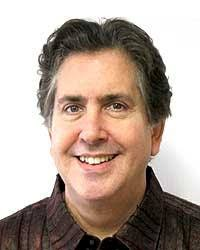
Douglas Lenat (2017)

Douglas Bruce Lenat (auch kurz Doug Lenat; * 13. September 1950 in Philadelphia, Pennsylvania; † 31. August 2023 in Austin, Texas) war ein US-amerikanischer Forscher im Bereich der Künstlichen Intelligenz (KI).

## Werdegang
Lenat studierte ab 1968 an der University of Pennsylvania mit dem Bachelor-Abschluss in Mathematik und Physik und dem Master-Abschluss in angewandter Mathematik (beide 1972). Über einen Kurs von John W. Carr III. kam er dort zur Beschäftigung mit KI. Danach ging er an die Stanford University auf Einladung von John McCarthy. Da dieser aber bald darauf in einem Sabbatical abwesend war, befasste er sich unter Cordell Green, der ihn in den empirischen Zugang zu KI-Programmen einführte, speziell mit Automatischen Beweissystemen. Für seine Doktorarbeit von 1976 entwickelte er das Programm Automated Mathematician (AM), das Heuristiken benutzte, um innerhalb der Welt des Programms „neue“ Erkenntnisse über Zahlen und mathematische Konzepte zu gewinnen. Es basierte auf 115 Konzepten der Mengenlehre und 243 heuristischen Regeln und Lenat konnte damit rund 300 mathematische Konzepte „entdecken“ wie elementare Arithmetik, aber auch Vermutungen wie die Goldbachvermutung. Allerdings verhielt es sich ganz anders, als Lenat ursprünglich erwartet hatte. Das Programm fand große Beachtung zum Beispiel bei George Pólya und Donald Knuth.
Nach seiner Promotion war er zwei Jahre Assistant Professor an der Carnegie Mellon University, bevor er an die Stanford University zurückkehrte. Er verfolgte zunächst seine Forschungen über Heuristiken weiter und entwickelte Eurisko, ein Programm, das neue Heuristiken ausprobiert. Er wandte es auf ein spezielles Kriegsspiel an (Traveller TCS) und war darin so erfolgreich, dass Lenat von den Initiatoren des Spiels ausgeschlossen wurde. Um 1983 fand Lenat, dass Heuristiken in der KI-Forschung in eine Sackgasse führten, da ein Programm vor allem Neues dazulernte ähnlich dem, was es schon wusste. Er folgerte daraus, dass die Wissensbasis des Programms zunächst so groß wie möglich gemacht werden sollte. Damit war das Cyc-Projekt geboren, das das Allgemeinwissen eines durchschnittlichen Erwachsenen aufnehmen sollte. Mit Marvin Minsky und Alan Kay überschlug Lenat den nötigen Aufwand und fand heraus, dass dazu rund eine Million Frames und zehn Jahre nötig wären. Sie fanden einen Finanzier in der Microelectronics and Computer Technology Corporation (MCC) in Austin, geleitet vom ehemaligen NSA Chef Admiral Bobby Ray Inman.
Bis zuletzt war er CEO der Firma Cycorp in Austin, die unter anderem die Wissensdatenbank Cyc entwickelt.
1977 erhielt er den IJCAI Computers and Thought Award.
Douglas Lenat starb zwei Wochen vor seinem 73. Geburtstag in Austin.